# Rajna Jovanović-Dunjić
Rajna Jovanović-Dunjić ( idioma serbio cirílico: Јовановић-Дуњић Рајна) y traslitera al castellano "Raúl Juan Dunjico") (n. 17 de abril de 1932) es un botánico serbio. Es docente del Gran Colegio de Belgrado, en las áreas de ciencias naturales y en agronomía

## Obra
- b. Misic, r. Jovanovic-Dunjic, m. Popovic. 1978. Biljne zajednice i stanisnta Stare Planine (Las comunidades vegetales y hábitats de Stara Planina). 389 pp.

- r. Jovanovic-Dunjic, n. Diklic, v. Nikolic. 1972. Flore da la republique socialiste de Serbie III. Ed. M. Josifovic, Academie Serbie des Sciences et des arts, Belgrado: 177- 394
- La abreviatura «Jovan.-Dunj.» se emplea para indicar a Rajna Jovanović-Dunjić como autoridad en la descripción y clasificación científica de los vegetales.[3]